# Портрет Ненсі Астор
«Портрет Ненсі Астор» — портрет жінки-політика, першої жінки, обраної в англійський парламент. Портрет роботи американського художника Джона Сінгера Сарджента (1856—1925).

## Щодо пані Ненсі Астор
Ненсі Астор була донькою американського мільйонера Чизуелла Ленгорна. Вона встигла побувати в першому шлюбі в Сполучених Штатах і розлучитися. По розлученню перебралась в Велику Британію, де пошлюбилась із Вільямом Вальдорфом Астором, представником відомої родини промислових магнатів Астор.
Подружжя багатих, фінансово незалежних осіб обрало для помешкання колишню герцогську садибу Клайвден. Розвагою були пришні вечірки та політика. Низку консервативно налаштованих політиків, що гуртувалась навколо британських Асторів, прозивали «Клайвденською клікою». Портрет Ненсі Астор (1879—1964), створений американським художником, що роками мешкав в Європі, і був призначений прикрасити залу палацу в Клайвдені, створеному в стилі еклектика з пишним садом, прикрашеним італійськими скульптурами.
Пізніше родина британських Асторів передала пишну садибу в управління Національному трасту, що опікується в Британії видатними пам'ятками історії та історичними садибами значної мистецької вартості, проблемами їх ревіталізації.

## Опис твору
До створення портрету художник поставився серйозно і використав тонкі алюзії на парадні портрети великих англійських майстрів, тих же Джошуа Рейнольдса чи Генрі Реберна, твори яких могла бачити вельможна пані, що мешкала в Британії. Водночас в портреті збережені і впливи французького імпресіонізму, безпосередність, розкутість пози. Пані чи то стрімко рухалась, чи то стрімко зупинилась. На тлі портрету - зала з пишними колонами, такими типовими для парадних портретів англійських аристократів, якщо вони не позували на тлі пейзажного парку. На пані смілива біла сукня з великим декольте і зачіска за останньою модою. Не приховав художник і притаманне жінкам бажання подобатися - і самій собі на портреті відомого митця, і обов'язково іншим. Але Джон Сарджент підійшов до портрета дещо стереотипно. Таку ж композицію і майже той же модний одяг він вже писав на портреті Матільди Таунсенд 1907 р. На портреті Матільди Таунсенд лише інші тло та деталі.
Захоплення політикою привело пані Ненсі Астор 1919 року в британський парламент, де вона стала першою жінкою-парламентарієм. Вона стане депутатом в нижній палаті парламенту, де активно займалась соціальними питаннями жінок та тверезості.  1923 року вона ініціювала  законопроєкт про  продаж спиртних напоїв лише особам, котрі досягли 18-річного віку. Пані працювала в парламенті двадцять п'ять років.

## Джерела

«Місс Матільда Таунсенд», 1907 р.